# Roberts Quartett
| Daten von Roberts Quartett kompakte Galaxiengruppe | Daten von Roberts Quartett kompakte Galaxiengruppe |
| -------------------------------------------------- | -------------------------------------------------- |
|                                                    |                                                    |
| Sternbild                                          | Phönix                                             |
| Position Epoche: J2000.0 Äquinoktium: J2000.0      |                                                    |
| Rektaszension                                      | 00h 21m 23s                                        |
| Deklination                                        | −48° 37′ 20″                                       |
| Erscheinungsbild                                   |                                                    |
| Scheinbare Helligkeit (visuell)                    | 13 mag                                             |
| Winkelausdehnung                                   | 1,6'                                               |
| Anzahl Galaxien                                    | 4                                                  |
| Hellstes Mitglied                                  | NGC 92                                             |
| Physikalische Daten                                |                                                    |
| Entfernung                                         | ca. 160 Mio. Lichtjahre                            |
| Geschichte                                         |                                                    |
| Entdeckung                                         | John Frederick William Herschel                    |
| Entdeckungsdatum                                   | 30. September 1834                                 |
| Katalogbezeichnungen                               |                                                    |
| AM 0018-0485                                       |                                                    |

Roberts Quartett ist eine Bezeichnung für einen kompakten Galaxienhaufen, der annähernd 160 Millionen Lichtjahre von der Erde entfernt ist. Die Konstellation findet sich in der Nähe des Zentrums des Sternbildes Phönix. Der Haufen stellt zusammengefasst eine Familie von vier sehr unterschiedlichen Galaxien dar, die sich in einem Prozess der gegenseitigen Beeinflussung befinden. Er beinhaltet die Galaxien NGC 87, NGC 88, NGC 89 und NGC 92, welche alle von John Herschel am 30. September 1834 entdeckt wurden.

## Beschreibung
NGC 87 (oben rechts) ist eine irreguläre Galaxie, ähnlich den in der Nachbarschaft unserer Milchstraße befindlichen Magellanschen Wolken. NGC 88 (Mitte) ist eine Balkenspiralgalaxie mit einer weitschweifigen externen Umhüllung, die sich höchstwahrscheinlich aus Gas zusammensetzt. NGC 89 (Mitte unten) ist eine Balkenspiralgalaxie mit zwei großflächigen Spiralarmen. Das größte Mitglied des Systems ist NGC 92 (oben links), eine Spiralgalaxie des Morphologischen Typs Sa von ungewöhnlichem Aussehen. Eines seiner Arme, mit einer Länge von etwa 100.000 Lichtjahren, wurde durch Wechselwirkungen verformt und beinhaltet eine große Menge an Staub.
Das Quartett ist eines der besten Beispiele für eine kompakte Gruppe von Galaxien. Da solche Gruppen aus vier bis acht Galaxien in einem relativ kleinen Gebiet zusammengefasst zu finden sind, sind sie exzellente Studienobjekte für die Untersuchung von galaktischen Wechselwirkungen und deren Effekte, speziell auf die Konstellation von Sternen. Das Quartett besitzt eine totale Scheinbare Helligkeit von nahezu 13. Das hellste Mitglied der Gruppe hat dabei eine visuelle Magnitude von 13,8. Im Himmel sind die vier Galaxien innerhalb eines Radius von 1,6 Bogenminuten vereint, was gleichbedeutend mit einem Abstand von 75.000 Lichtjahren ist.

## Namensherkunft
Benannt wurden sie von den Astronomen Halton Arp und Barry F. Madore, die 1987 das Verzeichnis A Catalogue of Southern Peculiar Galaxies and Associations (Ein Katalog der ungewöhnlichen Galaxien und Vereinigungen in der südlichen Hemisphäre) zusammenstellten. Namensgeber war Robert Freedman, der viele der aktualisierten Positionen der Galaxien für den Katalog errechnete.

## Mitglieder
| Name   | Typ          | Entfernung von der Sonne | Magnitude | Magnitude |
| Name   | Typ          | Entfernung von der Sonne | B-Band    | visuell   |
| ------ | ------------ | ------------------------ | --------- | --------- |
| NGC 87 | IBm pec.     | ~160 Mio. Lj.            | +14,7     | +14,1     |
| NGC 88 | SB(rs)a pec. | ~160 Mio. Lj.            | +15,0     | +14,1     |
| NGC 89 | SB0(s)a pec. | ~160 Mio. Lj.            | +14,2     | +13,3     |
| NGC 92 | SAa pec.     | ~160 Mio. Lj.            | +13,8     | +12,9     |
| Summe  | Summe        | Summe                    | +12,8     | +12,0     |